# Aegon Surbiton Trophy 2017

El torneo Aegon Surbiton Trophy 2017 fue un torneo profesional de tenis. Perteneció al ATP Challenger Series 2017. Se disputó en su 14.ª edición sobre superficie césped, en Surbiton, Reino Unido entre el 5 al el 11 de junio de 2017.

## Jugadores participantes del cuadro de individuales
| Favorito | País                    | Jugador          | Rank1 | Posición en el torneo    |
| -------- | ----------------------- | ---------------- | ----- | ------------------------ |
| 1        | Bandera del Reino Unido | Dan Evans        | 55    | Cuartos de final, retiro |
| 2        | Bandera de Chipre       | Marcos Baghdatis | 62    | Primera ronda            |
| 3        | Bandera de Rusia        | Daniil Medvedev  | 66    | Baja                     |
| 4        | Bandera de Túnez        | Malek Jaziri     | 71    | Primera ronda            |
| 5        | Bandera de Alemania     | Dustin Brown     | 76    | Semifinales              |
| 6        | Bandera de Japón        | Yūichi Sugita    | 78    | CAMPEÓN                  |
| 7        | Bandera de Australia    | Jordan Thompson  | 92    | FINAL                    |
| 8        | Bandera de Rumania      | Marius Copil     | 94    | Semifinales              |

- 1 Se ha tomado en cuenta el ranking del 29 de mayo de 2017.

### Otros participantes
Los siguientes jugadores recibieron una invitación (wild card), por lo tanto ingresan directamente al cuadro principal (WC):
- Jay Clarke
- Dan Evans
- Cameron Norrie
- James Ward

Los siguientes jugadores ingresan al cuadro principal tras disputar el cuadro clasificatorio (Q):
- Dennis Novikov
- Roberto Quiroz
- Akira Santillan
- Denis Shapovalov

## Campeones

### Individual Masculino
- Yūichi Sugita derrotó en la final a  Jordan Thompson, 7–6(7), 7–6(8)

### Dobles Masculino
- Marcus Daniell /  Aisam-ul-Haq Qureshi derrotaron en la final a  Treat Huey /  Denis Kudla, 6–3, 7–6(0)